# التصوير الضوئي في السودان

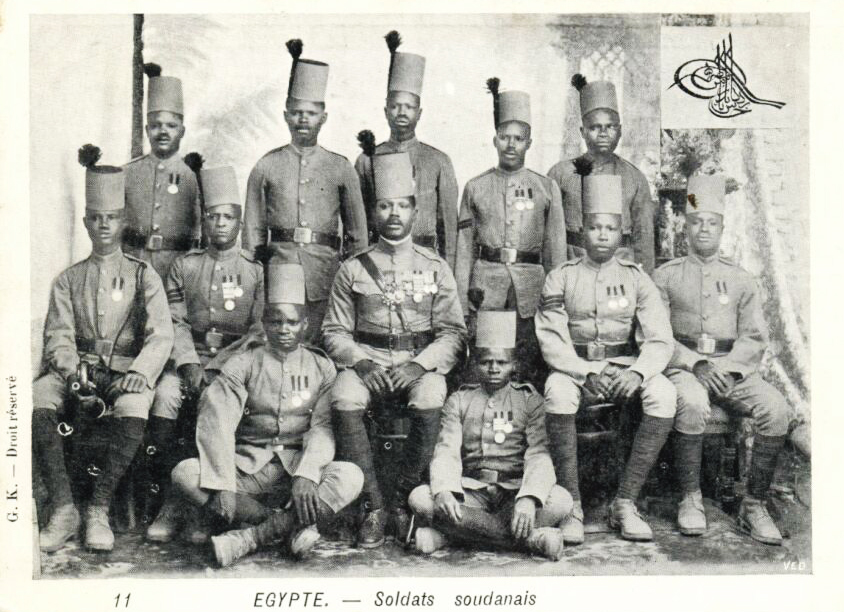
جنود سودانيون في الجيش الأنجلو-مصري (مصور مجهول ، 1899)

يشير التصوير الضوئي في السودان إلى الصور التاريخية والمعاصرة التي تم التقاطها في التاريخ الثقافي لجمهورية السودان اليوم. يشمل ذلك الإقليم السابق لجنوب السودان الحالي، بالإضافة إلى ما كان سابقًا السودان الأنجلو-مصري، وبعض الصور الأقدم من ستينيات القرن التاسع عشر، التي التقطت خلال الحكم التركي المصري (تركيا). كما هو الحال في البلدان الأخرى، أدت الأهمية المتزايدة للتصوير الضوئي لوسائل الإعلام مثل الصحف، وكذلك للمصورين الهواة إلى توثيق أوسع للتصوير الضوئي واستخدام الصور في السودان خلال القرن العشرين وما بعده. في القرن الحادي والعشرين، شهد التصوير الضوئي في السودان تغييرات مهمة، ويرجع ذلك أساسًا إلى التصوير الرقمي والتوزيع عبر وسائل التواصل الاجتماعي والإنترنت. 
بعد الفترات المبكرة في أواخر القرن التاسع عشر وأوائل القرن العشرين، والتي لم يُنسب إليها سوى للمصورين الأجانب صور أو أفلام عن الحياة في السودان، أضاف المصورون الأصليون مثل جاد الله جبارة أو رشيد مهدي  صورهم الخاصة رؤى للمخزون الضوئي للبلد من الخمسينيات فصاعدًا. في عام 2017، بدأ أرشيف التصوير الضوئي التاريخي السوداني في الخرطوم في بناء قائمة مرئية للحياة اليومية منذ استقلال السودان في عام 1956 وحتى أوائل الثمانينيات. - كما هو موثق في المعرض الشامل في مؤسسة الشارقة للفنون حول "صناعة الحركة الفنية الحديثة في السودان"، فإن هذه الفترة تشمل أيضًا جبارة ومهدي كفنانين صور ضوئية خلال الفترة الغزيرة للفن الحديث في البلاد.
منذ نهاية الحرب العالمية الثانية, ابتكر المصورون المحترفون الذين يسافرون حول العالم، مثل المصور الصحفي البريطاني جورج رودجر، والمخرج الألماني ليني ريفنستال أو المصور سيباستياو سالغادو من البرازيل، قصصًا مصورة لمجموعات عرقية ريفية في جنوب السودان اشتهرت في تاريخ التصوير الضوئي في السودان.  في الآونة الأخيرة، سمحت التطورات في مجال السياحة والطلب العالمي على الصور الضوئية في وسائل الإعلام ووسائل الإعلام الرقمية للقرن الحادي والعشرين لعدد متزايد من المصورين السودانيين والأجانب بمراقبة وتسجيل الحياة في السودان عن كثب.

## الفترة الاستعمارية - من صور "السكان الأصليين" إلى صور أناس حقيقيين

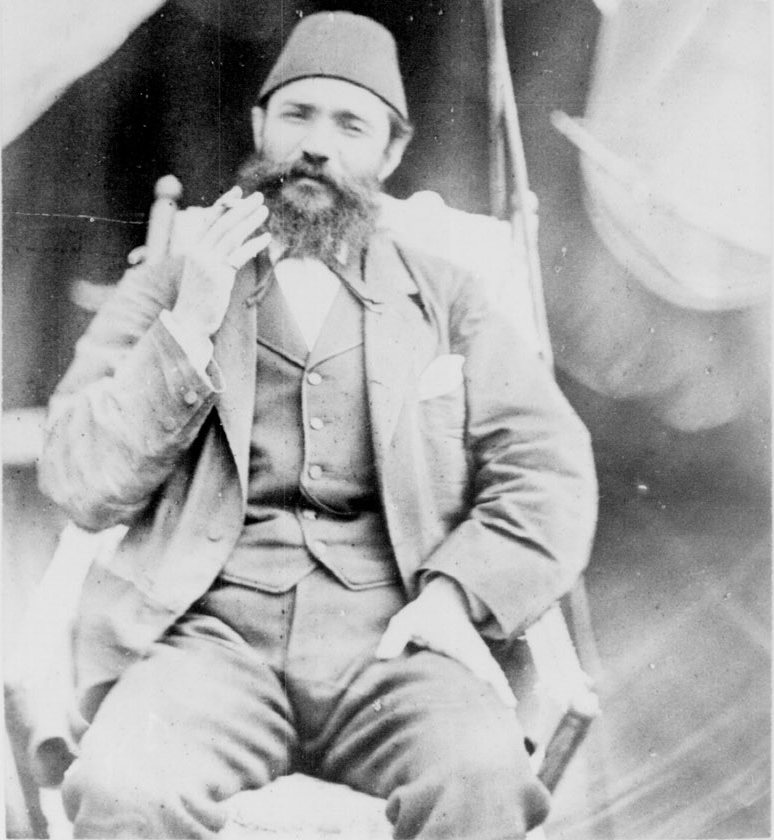
نيكولا ليونتيدس ، القنصل اليوناني في السودان، تصوير الدبلوماسي الفرنسي لويس بيير فوسيون، 1882

### المصورين الأجانب الأوائل
تم التقاط أقدم الصور الموجودة من السودان منذ أواخر أربعينيات القرن التاسع عشر فصاعدًا من قبل المصورين الفرنسيين والبريطانيين والنمساويين أو غيرهم من المصورين الأجانب، وكانت بمثابة وثائق للحياة في إفريقيا أو المشروع الاستعماري. من بين المحفوظات الأخرى، تحتوي المجموعات الرقمية لمكتبة نيويورك العامة على عدد من هذه الصور المبكرة التي تم التقاطها في السودان. يوجد أرشيف يضم عدة آلاف من الصور الضوئية ، التي التقطها المسؤولون والزائرون البريطانيون بشكل أساسي خلال السنوات من عام 1899 وحتى الخمسينيات من القرن الماضي، محفوظة في أرشيف السودان بجامعة دورهام في المملكة المتحدة. تحتفظ الجامعة نفسها أيضًا بالعديد من المحفوظات الأخرى لضباط الاستعمار البريطاني، بما في ذلك صور من مدن ومناطق مختلفة في السودان، مع كتالوج على الإنترنت.
بعد أسفاره إلى صعيد مصر وشرق السودان وإثيوبيا في 1847  –  1848، نشر المصور الفرنسي ومؤلف المنشورات العلمية والإثنوغرافية بيير تريمو المجلد الثاني من كتابه رحلة إلى إثيوبيا، أو سودان أورينتال ودانس لا نيجريتى، المخصص لـ السودان عام 1862، بما في ذلك مطبوعات من صوره لأهالي دارفور أو سنار أو جبال النوبة. 

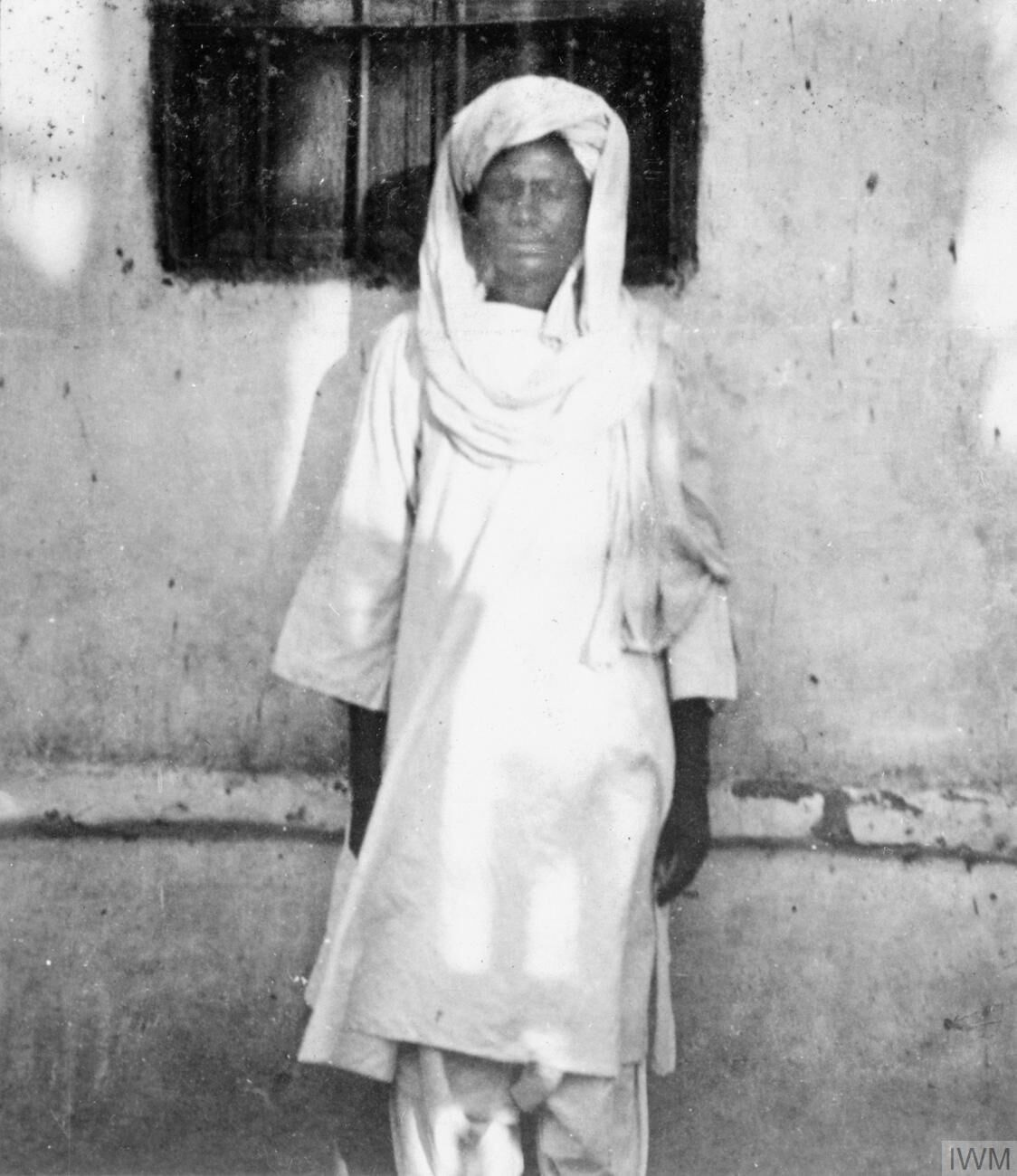
الأمير محمود كأسير حرب بقلم فرانسيس جريجسون 1898

في ثمانينيات القرن التاسع عشر، نشر المستكشف والمصور النمساوي ريتشارد بوكتا عدة كتب باللغة الألمانية عن رحلاته على طول نهر النيل، بما في ذلك عدد كبير من الصور الضوئية لأشخاص عرقيين في جنوب السودان. في مطلع عام 1884 هـ / 85 م، وثق المصور الإيطالي البريطاني فيليس بياتو حملة النيل الفاشلة للجيش البريطاني التي جاءت لمساعدة تشارلز جورج جوردون في الخرطوم، الذي حاصرته قوات المهديين.  بعد الدولة المهدية قصيرة العمر ، أتاح الغزو الأنجلو-مصري للسودان فرصًا جديدة لالتقاط صور للمسؤولين العسكريين والمدنيين البريطانيين. في ذلك الوقت، كانت التقنية المبكرة للتصوير صعبة للغاية ومكلفة للاستخدام ، حيث تم استخدام الكاميرات ذات الأشكال الكبيرة والألواح الزجاجية.
بمرافقة إعادة الفتح الأنجلو-مصري للسودان من 1896 – 1898، وثق مراسل الحرب فرانسيس جريجسون تقدم القوات البريطانية وانتصار قوات اللورد كتشنر على القوات المهدية في الخرطوم 1898، ألبومه المكون من 232 فضية. صور مطبوعة بالجيلاتين.  ومن بين صور السودانيين المهزومين، صورة للقائد في معركة عطبرة، الأمير محمود، كأسير حرب.

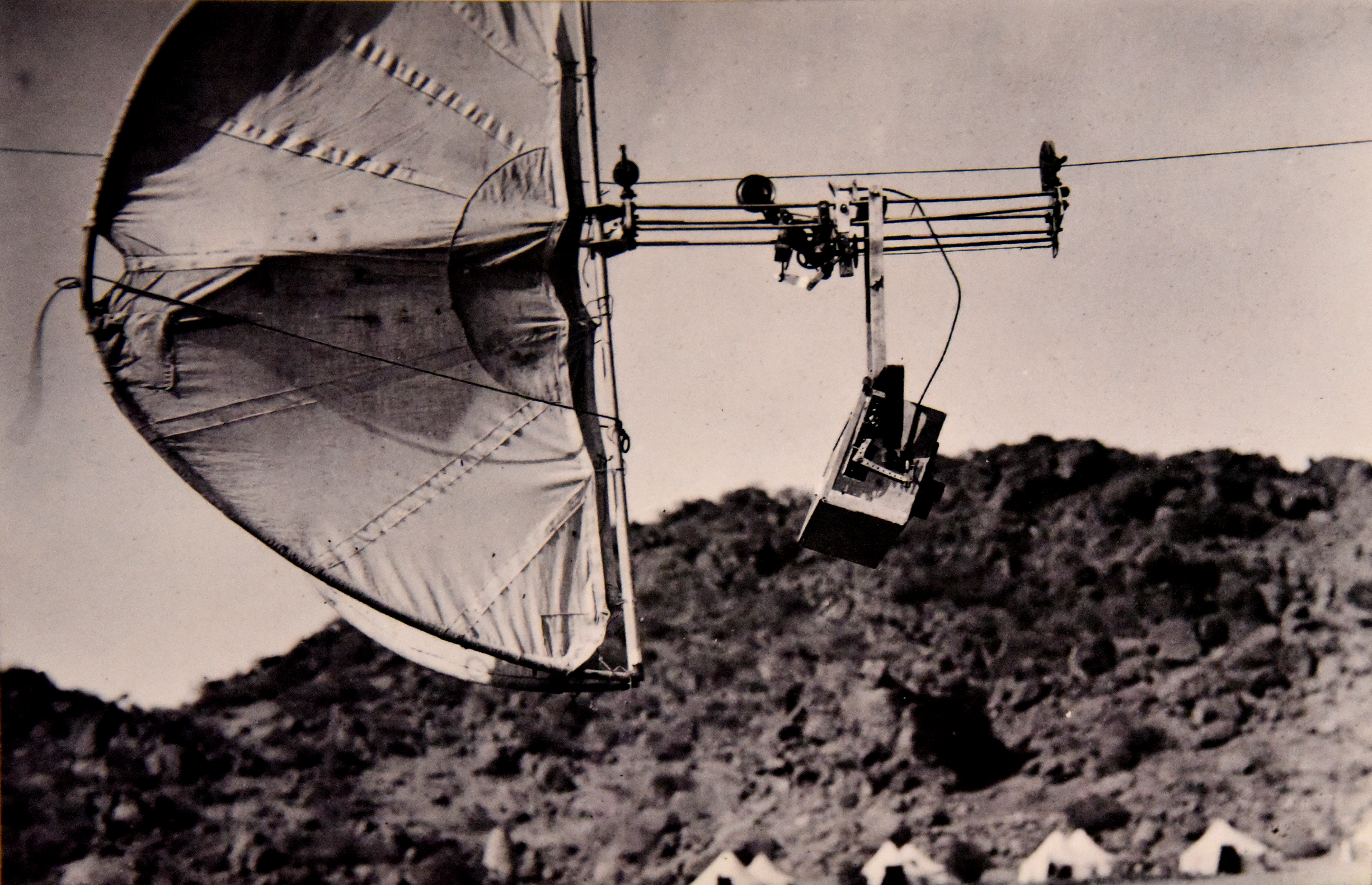
كاميرا تصوير جوية ورقية بعربة ورقية ، 1912/13 ، مصور غير معروف

في الفترة من 1912 – 1913 ، تم استخدام تقنية التصوير الضوئي الجديدة في السودان للتصوير الجوي في علم الآثار، عندما استخدم رجل الأعمال البريطاني وعالم الآثار الهواة السير هنري ويلكوم جهاز الكاميرا الهوائية الأوتوماتيكية الخاصة بعربة الطائرات الورقية أثناء الحفريات في جبل مويا، والتي تم توثيقها من خلال عدة صور أخرى حول هذا. الحملة الأثرية. 

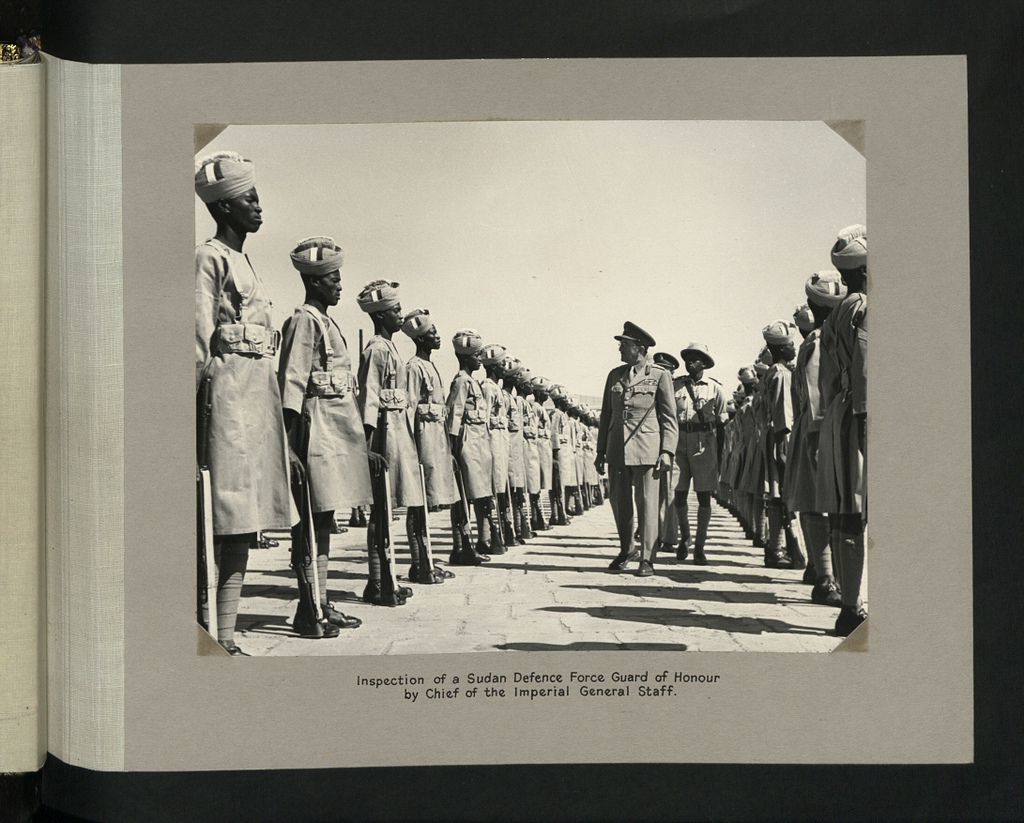
تفتيش حرس الشرف لقوات سوريا الديمقراطية (SDF)

بين عامي 1926 و 1936 ، التقط عالم الأنثروبولوجيا البريطاني إي إي إيفانز بريتشارد آلاف الصور أثناء عمله الميداني الأنثروبولوجي في جنوب السودان. يوجد حوالي 2500 من صوره ، التي تُظهر بشكل أساسي حياة شعوب الأزاندي والمورو وإنجيسانا والنوير والبونجو، في مجموعة متحف بيت ريفرز، وقد نُشر العديد منها على الإنترنت. 
تم التقاط صور للجنود والمشاهد العسكرية الأخرى ، مثل تفتيش حرس الشرف التابع لقوات الدفاع السودانية، خلال عامي 1925 و 1955، لتوثيق الأنشطة العسكرية للمجمع الأنجلو-مصري ، وتم جمعها لاحقًا في أرشيفات في المملكة المتحدة.

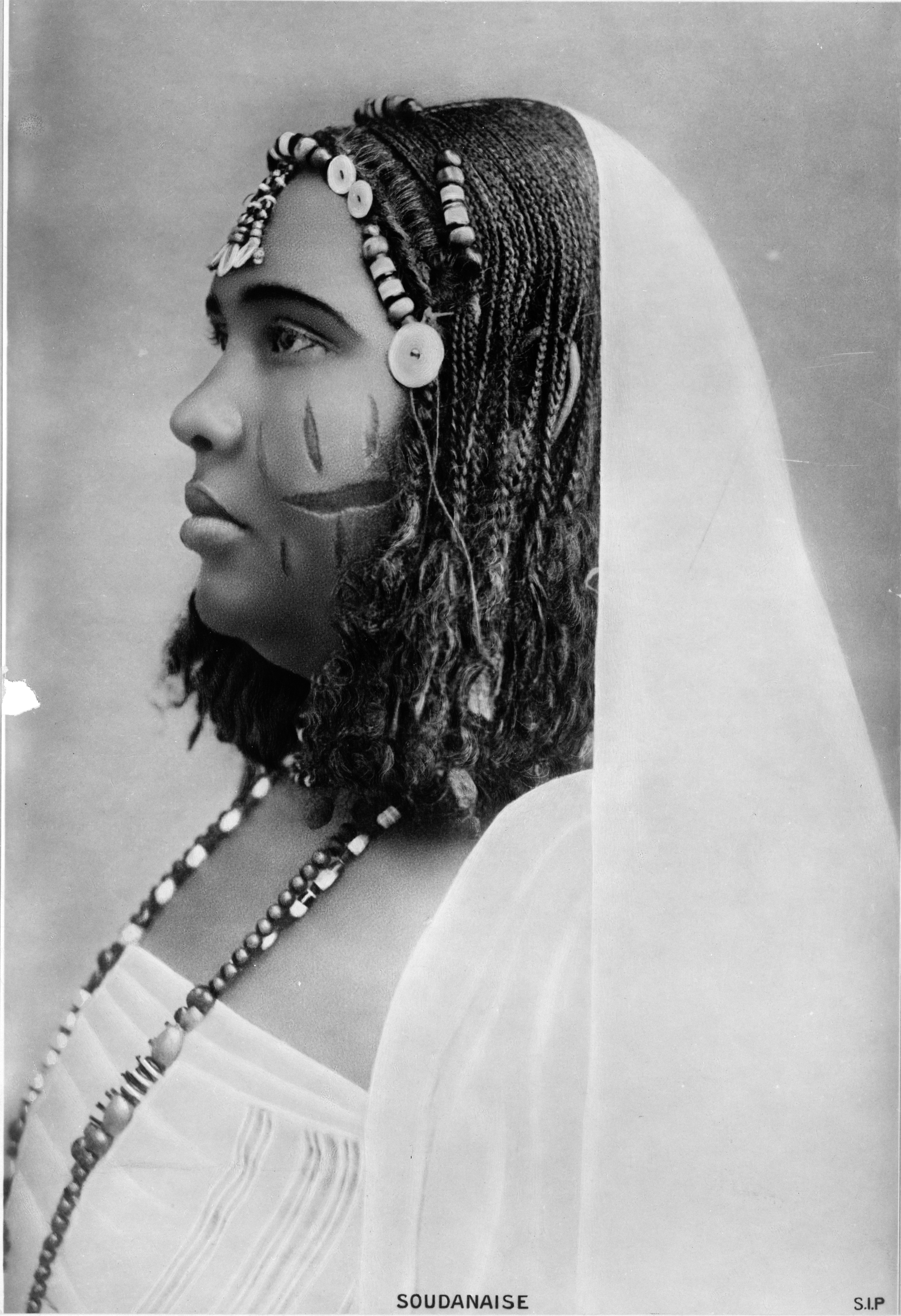
امرأة سودانية ذات خدوش ، مصورة غير معروفة ، بين 1890 و 1923

تم التعبير عن التقدير النقدي لهؤلاء المصورين غير السودانيين الأوائل واهتمامهم بالصور الغريبة للسودان في الاقتباس التالي للباحثة الدنماركية إلسا يفانيز: 

### صور وكتاب هوغو بيرناتزيك الإثنوغرافي
في عام 1927، سافر المصور النمساوي وكاتب الرحلات هوغو بيرناتسيك بالقارب وسيارته الخاصة إلى جنوب السودان. عاد بـ1.400 صورة و 30.000 قدم فيلم سينمائي ونشر انطباعاته وصوره الإثنوغرافية عن شعب الشلك والنوير والنوبة في عام 1930 في قصة سفر شعبية، أولاً باللغة الألمانية ثم باللغة الإنجليزية بعنوان Gari Gari: The Call of the African Wilderness (1936). وهكذا، أصبحت الصور والأوصاف الغريبة للحياة العرقية في المناطق النائية من جنوب السودان معروفة للجماهير الأوروبية وتبعها لاحقًا قصص مصورة لجورج رودجر وليني ريفنشتال.

### صور جورج رودجر للنوبة ولاتوكا
كان المصور الصحفي المحترف ، المهتم بأساليب الحياة التقليدية في إفريقيا، جورج رودجر، أحد الأعضاء المؤسسين لشركة Magnum Photos . التقطت صوره في عامي 1948 و 1949 لسكان أصليين لجبال النوبة في إقليم كردفان السوداني وكذلك لللاتوكا وشعوب أخرى في جنوب السودان. في مقدمة كتاب النوبة واللاتوكة. الصور الملونة، أطلق عليها "بعض الصور الأكثر أهمية وتأثيرا تاريخيا التي التقطت في إفريقيا جنوب الصحراء الكبرى خلال القرن العشرين".  كما كتب رودجر بعد عدة سنوات ، "عندما جئنا لمغادرة جبال النوبة (الجبال)، أخذنا معنا فقط ذكريات الناس ... القارات خارج إفريقيا".  في عام 1951، نشر رودجر مقاله المصور لهذه الرحلة في ناشيونال جيوغرافيك. - في الستينيات، دفعت صوره المصورة والمخرجة الألمانية المثيرة للجدل ليني ريفنستال للسفر إلى جبال النوبة لالتقاط صورها الخاصة عن شعب النوبة.

### أول مصورين سودانيين

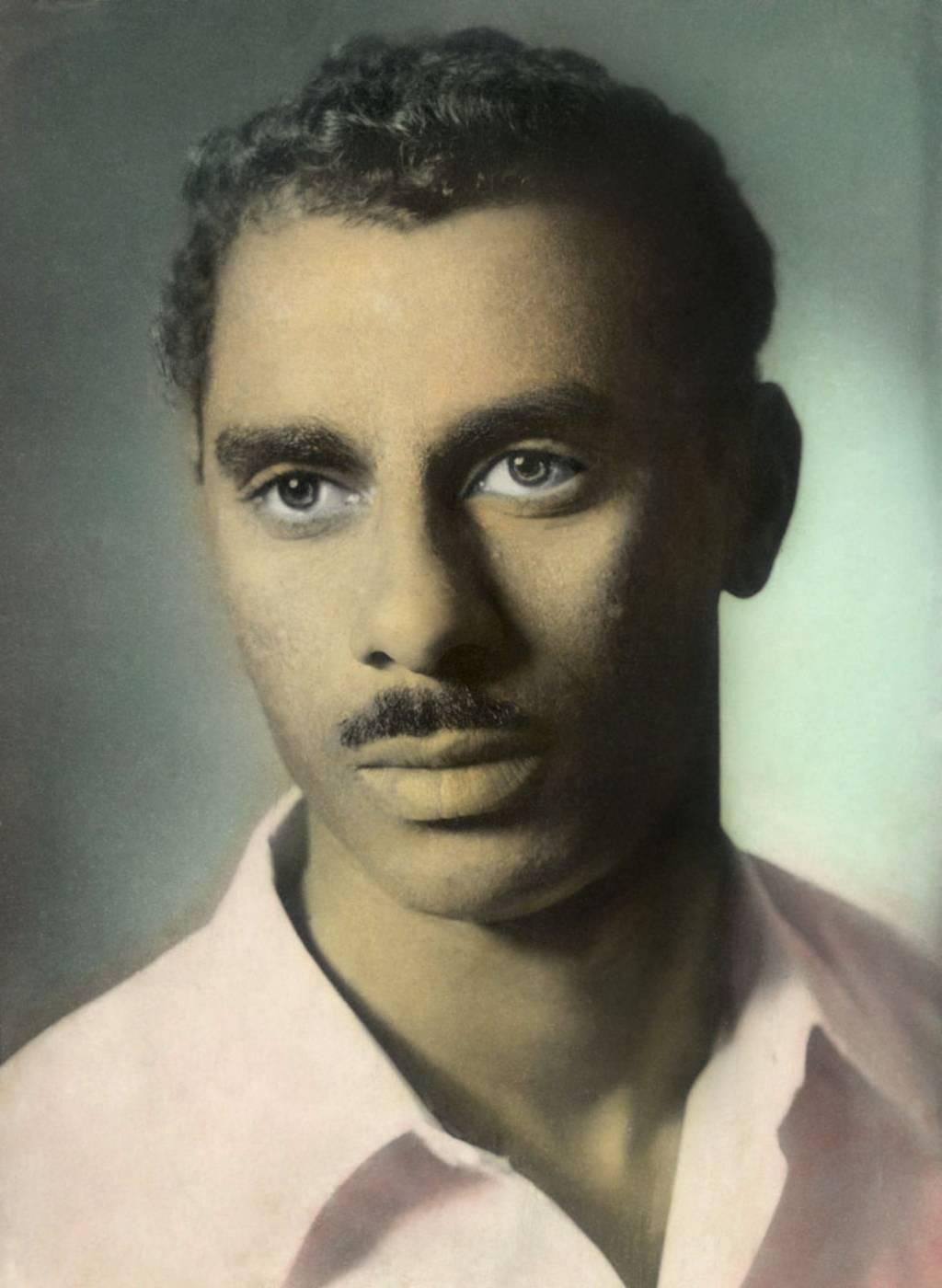
صورة لرجل لرشيد مهدي

بقدر ما تم توثيقه، كان جاد الله جبارة من أوائل المصورين السودانيين المحترفين ومصوري الأفلام، وهو رائد السينما في السودان وإفريقيا عمومًا.  خلال الحرب العالمية الثانية وبعدها، قام بتصوير العديد من الأحداث الجارية وتصويرها، من بينها رفع العلم السوداني في يوم الاستقلال. مصور سوداني آخر هو المصور العصامي رشيد مهدي.  المصور الفرنسي Claude Iverné [الإنجليزية]، الذي أنشأ أيضًا قصصًا مصورة خاصة به في السودان،   أطلق على رشيد مهدي "بالتأكيد أكثر المصورين الأفارقة تطورًا وأحد أهم المصورين الأفارقة في القرن العشرين". على صفحته على الويب، التي تدعي أنها تقدم مجموعة من حوالي 12.000 صورة رقمية من عام 1890 حتى عام 2015، نشر إيفيرني العديد من الصور الضوئية لرشيد مهدي، سواء في مجموعة إنفيرني الخاصة، أو في متحف دو كاي برانلي في باريس.
وتعليقًا على التغيير المهم في التمثيل في صور الأفارقة في المدن خلال الثلاثينيات من القرن الماضي، كتب مؤلفو المقال لمحة عامة عن تاريخ التصوير الضوئي في إفريقيا إلى كاليفورنيا. في عام 1940، وصف ديفيد كلينجراي وأندرو روبرتس هذا التغيير بأنه "تحول إلى صور الأشخاص، وليس" السكان الأصليين".

## ما بعد الاستقلال  (1956-2010)

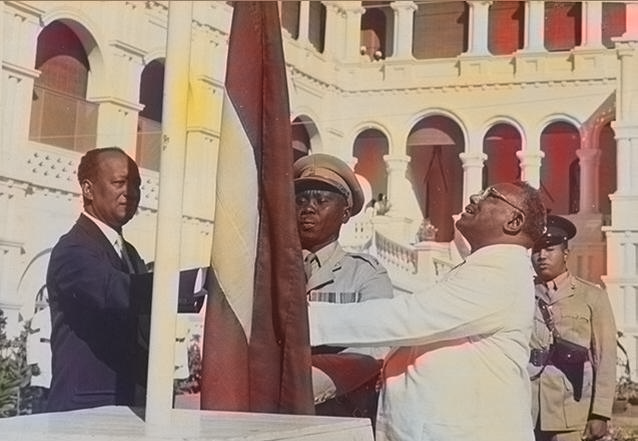
رفع علم السودان في حفل استقلاله ، في الأول من كانون الثاني (يناير) 1956 ، تصوير جاد الله جبارة

### السنوات الذهبية للتصوير–خمسينيات وثمانينيات القرن العشرين)
وصفت السنوات التي سبقت استقلال السودان عام 1956 وحتى الثمانينيات بأنها فترة غزيرة للحياة الثقافية في السودان ، "بما في ذلك الأدب والموسيقى والمسرح والفنون المرئية والمسرحية". العديد من المصورين السودانيين لهذه الحقبة المهمة لديهم سيرة ذاتية قصيرة وصور على الموقع الإلكتروني لأرشيف الصور الفرنسي النور. ومن بين المصورين الموصوفين عباس حبيب الله وفؤاد حمزة تيبين ومحمد يحيى عيسى وآخرين. في مقابلة حول بحثه في السودان ، تحدث كلود إنفيرنيه عن عصر التصوير الضوئي في السودان. أُدرجت صور جاد الله غبارا ورشيد مهدي في المعرض الشامل الذي أقيم في مؤسسة الشارقة للفنون حول"صنع حركة الفن الحديث في السودان" عام 2017.
في اللقاءات الإفريقية السادسة للتصوير الضوئي التي أقيمت في باماكو عام 2005، اكتسب السودان اعترافًا دوليًا، عندما ظهر مع عدد من المصورين النشطين من عام 1935 إلى عام 2002. 

### كتب صور ريفنستال عن شعوب النوبة
سافرت ريفنستال إلى جبال النوبة في الستينيات والسبعينيات عندما كان عمرها أكثر من 60 عامًا. عند عودتها نشرت صورها الملونة لأهل النوبة في بيئات تقليدية في كتابين بعنوان آخر النوبة وشعب كاو. واعتمدت في بعض صورها ومشاهدها السينمائية على المصور السوداني جاد الله جبارة الذي رافقها إلى جبال النوبة. أصبح كلا كتابي الصور من أكثر الكتب مبيعًا على مستوى العالم وجذب الكثير من الاهتمام إلى نمط الحياة القديم لهذه المجموعات العرقية.
جاء رد الفعل النقدي على تصوير ريفنستال للنوبة من الكاتبة الأمريكية سوزان سونتاج. استنادًا إلى افتتان ريفنشتال بأجساد قوية وصحية وأفلامها الدعائية في الثلاثينيات من القرن الماضي لحكومة ألمانيا النازية، قامت سونتاغ بفحص "الجماليات الفاشية" لهذه الكتب المصورة في مقالها "الفاشية الساحرة". كتبت في نيويورك ريفيو أوف بوكس عام 1975، قالت: "تتمحور الدراما الفاشية حول المعاملات العربدة بين القوى الجبارة وعملائهم." تم تفصيل هذا النوع من النقد لوجهة نظر الأجنبي وتفسير أنماط الحياة الإفريقية القديمة في مجموعة مقالاتها حول التصوير الضوئي، حيث تقول سونتاغ أن انتشار الصور الضوئية قد بدأ في إنشاء "علاقة متلصصة مزمنة" للمشاهدين بالموضوعات. صورت. علاوة على ذلك، كتب الناقد الإعلامي الألماني راينر روثر "Riefenstahl نظرت إلى [النوبة] كنماذج محتملة ومسح العالم أمام عينيها بحثًا عن صور مذهلة. أصبح التصوير الضوئي تدخليًا ، وشكلًا من أشكال الصيد".

### التصوير الضوئي للسفر والصحافة

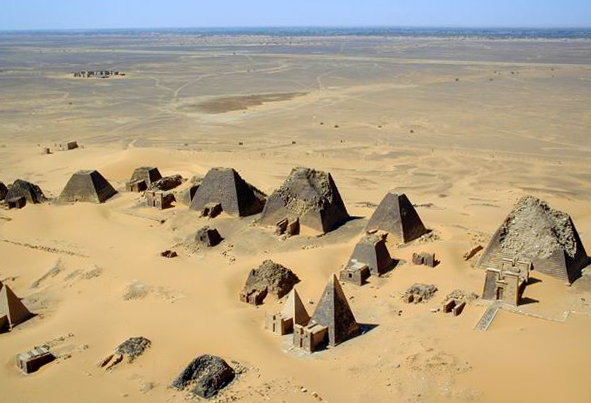
منظر جوي للأهرامات النوبية في مروي ، بقلم بي إن تشاجني ، 2001

مع ظهور التصوير الضوئي الملون وكتب طاولات القهوة والمجلات المتخصصة في مقالات الصور الفخمة والسياحة الدولية، تطورت أنماط مختلفة من التصوير الوثائقي . في السودان ، يتضمن ذلك قصصًا مصورة عن تراثه التاريخي ، مثل الأهرامات النوبية. تنطبق المخاوف المتزايدة من التداعيات الاجتماعية للتصوير الضوئي للسفر على المحترفين وكذلك على السائحين والتصوير الضوئي الخاص بالهواة. أثار السلوك غير الملائم ثقافيًا للسياح انتقادات فيما يتعلق بالتقاط الصور في البلدان غير الغربية ، وخلق "رؤى غريبة" للثقافات الأجنبية. يعتبر السودان من أقل الوجهات زيارة ، ولكنه أكثر "غرابة" ، ليس استثناءً من ذلك.
بعد توثيق ثقافة قبائل الدينكا في جنوب السودان منذ سبعينيات القرن الماضي، اشتهر المصوران الأمريكيان كارول بيكويث وأنجيلا فيشر بصورهما الجمالية لطرق الدينكا القديمة في تربية الماشية. يتم تقديم مقالهم المصور عبر الإنترنت على موقع Google Arts & Culture. تشكل الصور المماثلة جزءًا من عمل المصور البرازيلي سيباستياو سالغادو الذي يصور أنماط الحياة القديمة في شرق إفريقيا. في عام 2008، نشر المصور الأسترالي جاك بيكون كتابًا يحتوي على صور ضوئية عن رحلته إلى جبال النوبة، مع نص قدمه عالم الأنثروبولوجيا جون رايل. 

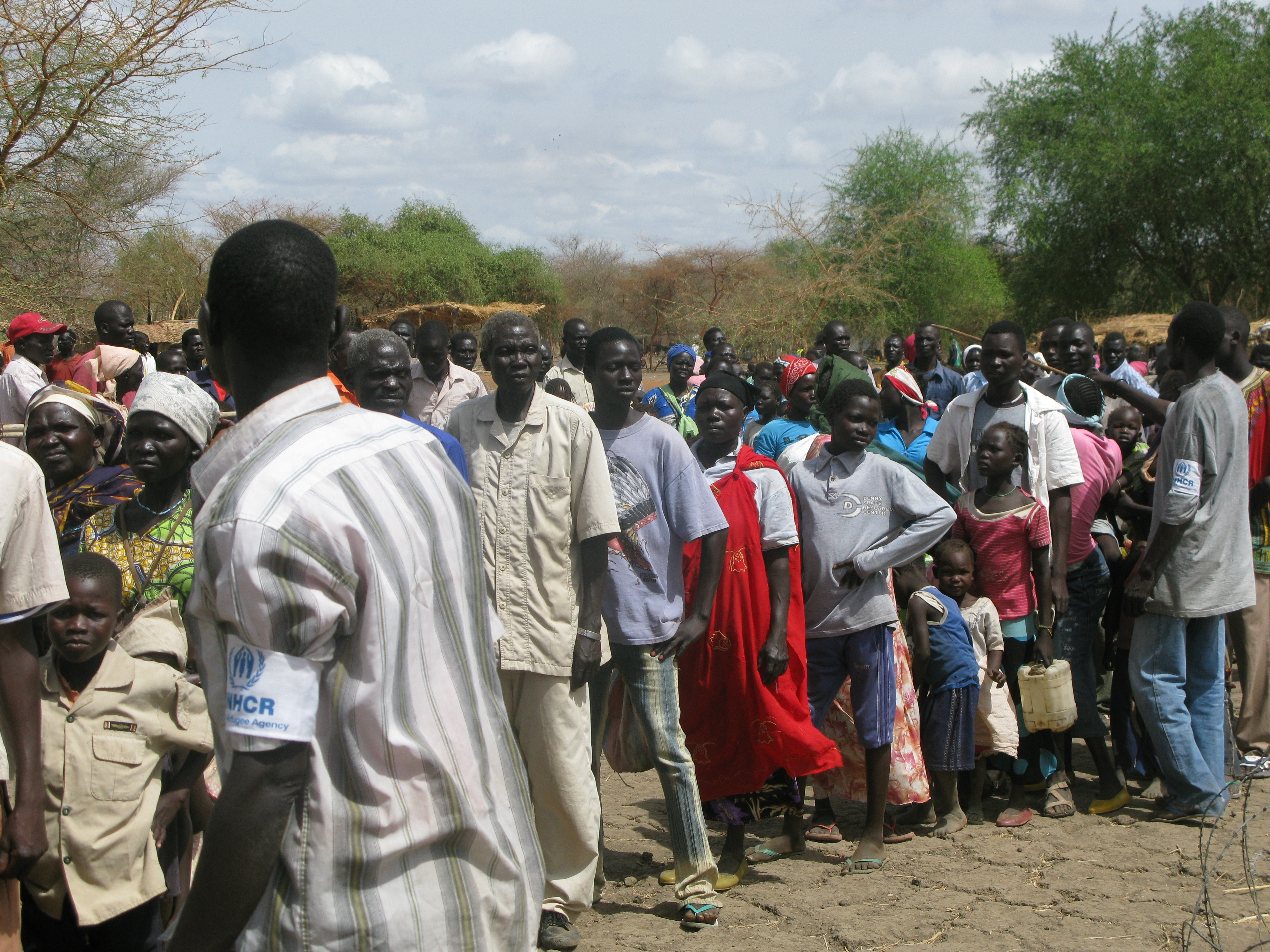
المفوضية تساعد اللاجئين في جنوب السودان ، مصور مجهول ، 2012

بما أن السودانيين عانوا من التهجير القسري أو الحرب الأهلية أو الاتجار بالبشر، فقد تم تغطية الأزمات الإنسانية من قبل الصحفيين المصورين. عادة ما تستخدم بعثة الأمم المتحدة في السودان، وبعثة الأمم المتحدة في السودان لحفظ السلام، ومنظمة الصحة العالمية واليونيسيف مصورين محترفين. كما تم توظيف مصورين سودانيين مدربين ذاتيًا مثل ساري عمر لهذا النوع من التصوير الوثائقي، مستخدمين معرفتهم الثقافية بالسكان المعنيين.
في عام 1993، نُشرت في جميع أنحاء العالم صورة مروعة لطفل راقد هامدًا على الأرض، ولاحظه نسر جالس في مكان قريب ، كتذكير بالكارثة البشرية في جنوب السودان. اشتهر المصور كيفن كارتر ، المصور الصحفي الجنوب إفريقي ، بهذه الصورة ، النسر والفتاة الصغيرة . قال كارتر لاحقًا إنه صُدم من الموقف الذي صوره للتو، وطرد النسر بعيدًا. في العام التالي، فاز كارتر بجائزة بوليتسر للتصوير الضوئي المميز لهذه الصورة، مما أثار مخاوف بشأن السلوك الأخلاقي للمصور، الذي لم يحاول مساعدة الطفل. 

## 2010 وما بعده

### التصوير الرقمى

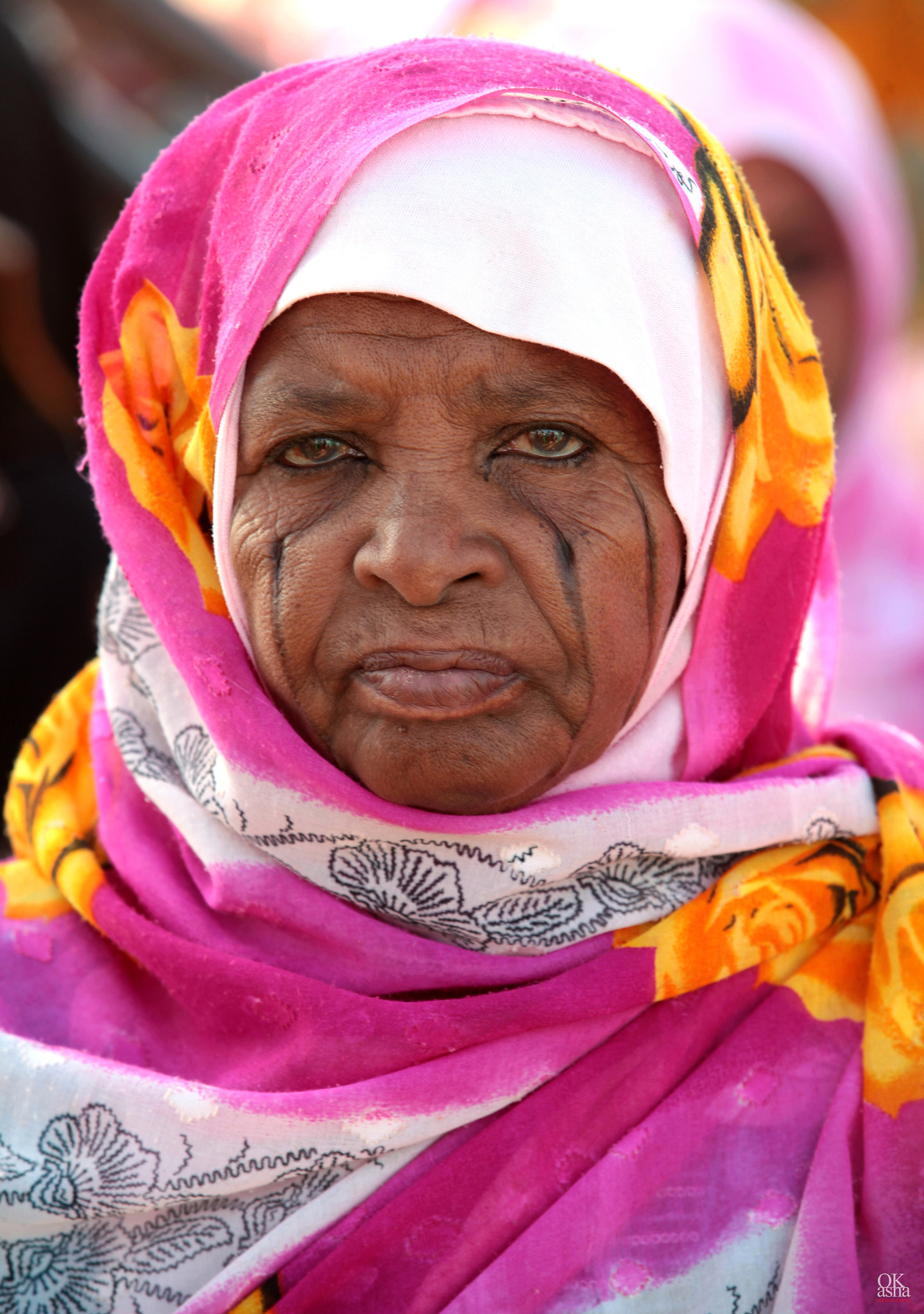
امرأة سودانية مع خدوش، للمصورة السودانية عكاشة، 2013

على الرغم من عدم وجود مؤسسات لتدريس التصوير الضوئي في السودان، فإن الإمكانيات التقنية الجديدة للتصوير الرقمي وتحرير الصور واستخدام الإنترنت لتعلم كيفية التقاط الصور جعلت من الممكن لعدد متزايد من السودانيين تدريب أنفسهم على التصوير الضوئي. أدى انتشار الهواتف المحمولة بأسعار معقولة وتعريفة الإنترنت إلى دفع الشباب السودانيين في الغالب إلى البدء في تجربة الكاميرات الرقمية أو التصوير الضوئي عبر الهاتف المحمول ومشاركة صورهم أو مقاطع الفيديو الخاصة بهم على وسائل التواصل الاجتماعي. 
في عام 2009 ، أنشأت مجموعة غير رسمية من المصورين الطموحين مجموعة المصورين السودانيين على Facebook.  كانت فكرة هذه المجموعة أن يكون لها مكان افتراضي يسهل الوصول إليه لجميع المصورين المهتمين للالتقاء وتبادل الأفكار. في عام 2012، قرروا التركيز بجدية أكبر على فن التصوير الضوئي ووجدوا شريكًا لإقامة جلسات عمل في المركز الثقافي الألماني بالخرطوم. تم إجراء ورش العمل هذه من قبل مصورين محترفين، تمت دعوتهم من ألمانيا أو جنوب إفريقيا أو نيجيريا وتكررت من عام 2012 إلى عام 2017، مع مهام واجتماعات للمصورين بين ورش العمل. من هذا التدريب ، تم تنظيم عدة معارض للصور تسمى "أسبوع موغران للصور". تمت دعوة بعض المصورين إلى المعارض الدولية مثل لقاءات التصوير الإفريقي في باماكو أو تلقوا منحًا للدراسة في الخارج. كما شارك مصورون سودانيون مثل علاء خير في مراكز التعلم للتصوير الضوئي في إفريقيا (CLPA)، وهي شبكة مستقلة تهدف إلى تسهيل التبادل بين المصورين لتطوير المناهج وطرق التدريس.

### التحديات التجارية والتعبير السياسي

كنداكة الثورة السودانية, لانا هـ. هارون, كانت الصورة التي انتشرت على نطاق واسع كرمز لـ 2018-19 الثورة السودانية

أحد العوامل التي تحد من المصورين المحترفين في السودان هو انخفاض الطلب على التصوير التجاري. الشركات التي تستخدم صورًا احترافية للإعدادات السودانية هي مجموعة DAL،  التي تروج للمنتجات الغذائية السودانية والتقاليد المحلية ،  بالإضافة إلى مزودي خدمة الإنترنت مثل MTN ،  أو زين.  على الرغم من هذه القيود، جرب المصورون السودانيون المستقلون تصوير الشوارع والتصوير الفني الجميل.
بعد الثورة السودانية 2018/19، فتحت فرص جديدة للتعبير الفني والعمل العام أو مشاركة المواطنين في المجتمع. من الأمثلة على التصوير الضوئي المستخدم لتوضيح المشاركة السياسية في السودان صورة الهاتف الذكي للطالب علاء صلاح ، التي التقطتها المصورة الهواة لانا هارون خلال احتجاجات عام 2019. صورة أخرى معروفة لهذه الاحتجاجات هي صورة التقطها المصور الياباني ياسويوشي شيبا من وكالة الأنباء الفرنسية، تظهر شابًا في الخرطوم يلقي شعرًا احتجاجيًا، بينما يردد المتظاهرون شعارات تطالب بالحكم المدني ، تم اختيارها كصورة صحفية عالمية لـ عام 2020.  في عام 2022 ، مُنحت صورة للمصور السوداني فايز أبو بكر محمد لإحدى المتظاهرات وهي تلقي بعبوة غاز مسيل للدموع على شرطة مكافحة الشغب خلال الاحتجاجات المؤيدة للديمقراطية في السودان في عام 2021 بالجائزة الأولى في "فئة الفردي لإفريقيا" للصحافة العالمية. مسابقة صور. في عام 2022، فاز عمار عبد الله عثمان بالمركز الأول في جوائز شرق إفريقيا للتصوير الضوئي في فئة الفردي البشري عن صورته ``رجل بلا أحد''. 

### المصورين المعاصرين
من بين المصورين السودانيين المعاصرين في العقد الأول من القرن الحادي والعشرين وما بعده ، المصورون الصحفيون المحترفون محمد نور الدين عبد الله، الذي غطى السودان لرويترز لأكثر من 15 عامًا وهو معروف أيضًا بتصويره الإبداعي في الفنون الجميلة،  وأشرف الشاذلي ، الذي يعمل لـ AFP / Getty Images في الخرطوم.
المصورون الآخرون، الناشطون بشكل رئيسي في التصوير الصحفي غير التجاري، مثل تصوير الشوارع أو توثيق الحياة الثقافية من خلال الموضة أو أنماط الحياة الأخرى، هم سلمى النور،  علا الشيخ،  سهى بركات، صالح بشير، إيثار غبارا،  ميتشي جعفر، ضحى محمد  أو سليما عثمان، وكذلك أحمد أبو شكيمة،  محمد التوم،  ناجي الحسين، هشام كروري، علاء خير،  شرف محذوب، سري عمر، عاطف سعد، محمد صلاح،  أو وائل السنوسي الملقب ويليس.  معظمهم أعضاء في مجموعة المصورين السودانيين ، وكانوا جزءًا من الجيل القادم من المصورين في السودان منذ عام 2010.
في عام 2021 ، قدم الكتاب الفرنسي ``سودان 2019 '' Année Zéro توثيقًا تاريخيًا واجتماعيًا مفصلاً وتحليلًا لأسابيع الثورة السودانية التي سبقت الاعتداء القاتل وتدمير الموقع الذي احتله المتظاهرون أمام مقر القوات المسلحة. في وسط الخرطوم. جزء من هذا التوثيق لمجزرة الخرطوم عبارة عن صور عديدة لمصورين سودانيين وثقوا الانتفاضة حتى ذلك الوقت. في الفترة من يوليو إلى سبتمبر 2021، أعلن المهرجان الدولي للتصوير الضوئي Rencontres de la Photographyie في آرل بجنوب فرنسا عن إقامة معرض عن الثورة السودانية تحت عنوان "ثورة! ثورة ثورة! . وقدمت صوراً لبعض المصورين السودانيين الذين ساهموا في كتاب Soudan 2019، année zéro . خلال هذا المهرجان ، فازت إيثار جوبارا بجائزة التصوير الضوئي ( Prix de la photo Madame Figaro - Arles ) عن قصتها المصورة "لا شيء يمكن أن يوقف الكنداكاس" (لقب الملكات في النوبة القديمة)، برعاية مجلة المرأة الفرنسية Madame Figaro. استلهمت هذه الجائزة افتتاحية صور الأزياء من قبل Gubara، ونشرت في عدد يوليو 2022 من المجلة.
كتعبير أدبي عن التصوير الوثائقي للأحداث السياسية، وصفت الكاتبة الجنوب سودانية ستيلا جايتانو نوايا مصور خيالي يلتقط صوراً أثناء الثورة السودانية: 

## المجموعات والمحفوظات على الإنترنت
بدءًا من عام 2018 ، يعمل مشروع الأرشيف على الإنترنت والتراث الثقافي في ذاكرة السودان على الحفاظ على التراث الثقافي السوداني وتعزيزه ماديًا في البلد نفسه، وكذلك منذ أبريل 2022 عبر الإنترنت. من بين العديد من الوثائق الأخرى، تتيح صفحة الويب الخاصة بالمشروع الوصول إلى العديد من الصور الضوئية التي توثق تاريخ السودان السياسي والثقافي بالإضافة إلى تنوعه الطبيعي والديموغرافي من أوائل القرن العشرين وحتى الوقت الحاضر.  أكبر أرشيف للصور الضوئية في البلاد، استوديو صور رشيد مهدي في عطبرة يتميز بمئات الصور التي توثق تاريخ المنطقة الخاص والعام والاقتصادي من الأربعينيات إلى التسعينيات. جاد الله جبارة (1920-2008)، المصور والمخرج السوداني الأكثر شهرة عالميًا، يظهر في الاستوديو الخاص به، ويتم تقديم فن الشارع للثورة السودانية لعام 2019 من خلال أكثر من 60 صورة. 
الصور التاريخية للسودان متاحة أيضًا على الإنترنت من عدد من المجموعات الدولية، مثل جامعة دورهام (صور ووثائق)،  متحف بيت ريفرز، أكسفورد، (فهرس مفصل للصور الإثنوغرافية من جنوب السودان)،  كلاهما الذين هم أيضا مساهمون في ذاكرة السودان. علاوة على ذلك، يقدم متحف الإثنولوجيا في فيينا صوراً تاريخية لريتشارد بوختا، مستكشف نمساوي ومصور ضوئي مبكر.
في مقالها النظرة السودانية: الذاكرة المرئية في السودان بعد الاستقلال ناقشت الكاتبة السودانية الأمريكية داليا الحسن العلاقات المعقدة التي تلعبها الصور والأفلام التاريخية من السودان في بناء المعرفة حول هذا البلد الواقع في شرق إفريقيا. وبناءً على ذلك، بالنسبة لأشخاص مثلها، الذين يعيشون في الشتات السوداني، وكذلك بالنسبة للسودانيين في المنزل ومن أجيال مختلفة، فإن هذه الصور "التي تم التقاطها بعدسة سودانية، نظرة سودانية" تتعلق مباشرة بمسائل الهوية الثقافية، والسواد، التاريخ وتصوراتهم في الأدب السوداني والفنون البصرية والإعلام.

## أنظر أيضا
- الفنون التشكيلية من السودان
- سينما السودان